# سفين بيوكيرت
سفين بيوكيرت (بالألمانية: Sven Beuckert)‏ (12 ديسمبر 1973 بشتولبرغ في ألمانيا - ) هو لاعب كرة قدم ألماني في مركز حراسة المرمى. لعب مع إرتسغيبيرغه آوه ونادي دويسبورغ ويونيون برلين.

## وصلات خارجية
- سفين بيوكيرت على موقع قاعدة بيانات كرة القدم.إي يو (الإنجليزية)
- سفين بيوكيرت على موقع بيانات كرة القدم. دي إي (الألمانية)